# Comité d'Organisation des Jeux des Iles
Il Comitato d'organizzazione dei giochi delle isole, noto anche come COJI (acronimo dal francese Comité d'Organisation des Jeux des Iles), è un'organizzazione non governativa creata da Pierre Santoni nel 1997, per organizzare i giochi delle isole, la manifestazione sportiva giovanile per atleti provenienti dalle isole dei cinque continenti.

## Missioni del COJI
Il COJI, attraverso l'organizzazione dei Jeux des Iles, è una organizzazione il cui obiettivo è quello di promuovere attraverso lo sport, i valori della vita comunitaria e l'integrazione sociale, promuovendo la collaborazione tra le isole del mondo.
i giochi delle isole puntano quindi a rendere le giovani generazioni più solidali tra loro, le educa al fair play nello sport e al rispetto del loro ambiente.
Il COJI lavora anche:
- Per far fare ai singoli atleti esperienze e scambi culturali come mezzo privilegiato per capire le diverse differenze culturali e sociali;
- Per sviluppare uno spirito imprenditoriale, di scambi di esperienza e di cooperazione tra i giovani;
- Per valutare la necessità di promuovere lo sport come un segno di integrazione e di coesione sociale e come scuola di fraternità per tutti i cittadini d'Europa;
- Per sviluppare la cooperazione riguardo progetti di città e regioni dell'area mediterranea.
- Per essere a favore di scambi fruttuosi tra le isole in questione;
- Per promuovere con lo sport lo sviluppo sostenibile nelle isole.[1]

## Membri del COJI
Il COJI è amministrato da un'Assemblea Generale. Essa è formata dai Soci fondatori, dai Membri attivi e infine dai Membri associati.

### Soci fondatori
I soci fondatori hanno carica fissa dal 1997, anno di fondazione del COJI.
| Membro              | Isola         | Note |
| ------------------- | ------------- | --- |
| Pierre Santoni      | Corsica       | Presidente del Comitato olimpico e sportivo regionale della Corsica Consigliere del dipartimento della Corsica del Sud                      |
| Marc Bayard         | Corsica       | Presidente della Federazione pallavolo corsa                                                                                                |
| Pierre Serafini     | Corsica       | Segretario amministrativo del Comitato olimpico e sportivo regionale della Corsica                                                          |
| Marcel Li Got       | Isole Baleari | Assessore tecnico dell'Unione delle federazioni sportive Baleari Responsabile delle relazioni istituzionali del governo delle isole Baleari |
| Ventura Blach       | Isole Baleari | Ex direttore generale dello sport |
| Antonio Benitez     | Isole Baleari | Insegnante |
| Fransisco Fernandez | Madeira       | Segretario della pubblica istruzione, cultura, gioventù e sport del governo di Madeira                                                      |
| Jaime De Lima Lucas | Madeira       | Membro del parlamento di Madeira |
| Aldo Di Pietro      | Sicilia       | Segretario generale del Comitato olimpico regionale della Sicilia                                                                           |
| Giovanni Lai        | Sardegna      | Segretario generale del Comitato olimpico regionale della Sardegna                                                                          |
| Sergio Lai          | Sardegna      | Presidente della Federazione atletica leggera sarda                                                                                         |
| José Eduardo De Sa  | Azzorre       | Professore di educazione fisica e dello sport                                                                                               |

### Membri attivi
I membri attivi non hanno carica fissa e sono dei rappresentanti di ciascuna isola membro del COJI.
| Isola          | Rappresentante                                                            |
| -------------- | ------------------------------------------------------------------------- |
| Azzorre        | Rappresentata dalla direzione scolastica e di educazione fisica regionale |
| Canarie        | Rappresentata dalla direzione generale dello sport                        |
| Corfù          | Rappresentata dal consiglio                                               |
| Corsica        | Rappresentata dal Comitato olimpico e sportivo regionale                  |
| Creta          | Rappresentata dalla segreteria generale della regione                     |
| Guadalupa      | Rappresentata dal Comitato olimpico e sportivo regionale                  |
| Jersey         | Rappresentata dal presidente del governo                                  |
| Madeira        | Rappresentata dall'istituto dello sport                                   |
| Martinica      | Rappresentata dal Comitato olimpico e sportivo regionale                  |
| Mayotte        | Rappresentata dal Comitato olimpico e sportivo regionale                  |
| Réunion        | Rappresentata dal Comitato Olimpico e Sportivo Regionale                  |
| Sardegna       | Rappresentata dal Comitato olimpico regionale                             |
| Sicilia        | Rappresentata dal Comitato olimpico regionale                             |
| Isola di Wight | Rappresentata dal Comitato olimpico regionale                             |

### Membri associati
I membri associati non hanno carica fissa e sono dei rappresentanti di ciascuna isola membro del COJI.
| Isola         | Rappresentante                                                  |
| ------------- | --------------------------------------------------------------- |
| Isole Baleari | Rappresentata dall'Unione delle federazioni delle isole Baleari |
| Capo Verde    | Rappresentata dalla direzione generale dello sport              |
| Isola d'Elba  | Rappresentata dal comitato provinciale CONI di Livorno          |
| Curzola       | Rappresentata dal Comitato olimpico croato                      |
| Malta         | Rappresentata dal Comitato olimpico maltese                     |

## Isole aderenti al COJI
- Azzorre
- Baleari
- Canarie
- Capo Verde (dal 2000)
- Cipro (dal 2008)
- Corfù (dal 2001)
- Corsica
- Creta (dal 2000)
- Isola d'Elba (dal 2006)
- Guadaloupe (dal 2001)
- Haiti
- Jersey (dal 2004)
- Korčula (dal 2006)
- Madera
- Malta (dal 2004)
- Martinica (dal 2001)
- Mayotte (dal 2002)
- Polinesia francese
- Réunion (dal 2002)
- Sardegna
- Sicilia
- Isola di Wight (dal 2002)